# Turî, Reșetîlivka
Turî (în ucraineană Тури) este un sat în comuna Lîman Perșîi din raionul Reșetîlivka, regiunea Poltava, Ucraina.

## Demografie
Componența lingvistică a localității Turî
     Ucraineană (96,91%)
     Rusă (2,06%)
     Română (1,03%)
Conform recensământului din 2001, majoritatea populației localității Turî era vorbitoare de ucraineană (96,91%), existând în minoritate și vorbitori de rusă (2,06%) și română (1,03%).